# Witold Konikowski
Witold Konikowski (ur. 7 września 1929 w Borowie, zm. 1999) – polski działacz partyjny i państwowy, inżynier mechanik, podsekretarz stanu w Ministerstwie Komunikacji (1979–1980).

## Życiorys
Syn Władysława i Aleksandry. W 1948 zdał maturę w szkole średniej w Sandomierzu, następnie w 1952 ukończył studia na Wydziale Mechanicznym Politechniki Warszawskiej ze specjalizacją w technologii budowy maszyn. Od marca do czerwca 1952 był asystentem na tej uczelni w Zakładzie Eksploatacji Obrabiarek. Od 1952 pracował w Fabryce Samochodów Osobowych kolejno jako technolog, starszy technolog, starszy inspektor i asystent głównego inżyniera, następnie jako zastępca głównego inżyniera ds. uruchomień nowej produkcji (1964–1972), zastępca dyrektora naczelnego ds. inwestycji (1972–1974). Pomiędzy 1974 a 1977 dyrektor techniczny i pierwszy wicedyrektor generalny w Centrali Zjednoczenia Przemysłu Motoryzacyjnego „Polmo”, w 1977 został w tym zjednoczeniu dyrektorem pionu samochodów. Kierował również Departamentem Środków Transportu w Ministerstwie Przemysłu Maszynowego.
W 1964 wstąpił do Polskiej Zjednoczonej Partii Robotniczej. Od grudnia 1979 do czerwca 1980 sprawował funkcję podsekretarza stanu w Ministerstwie Komunikacji.